# 서울연극센터

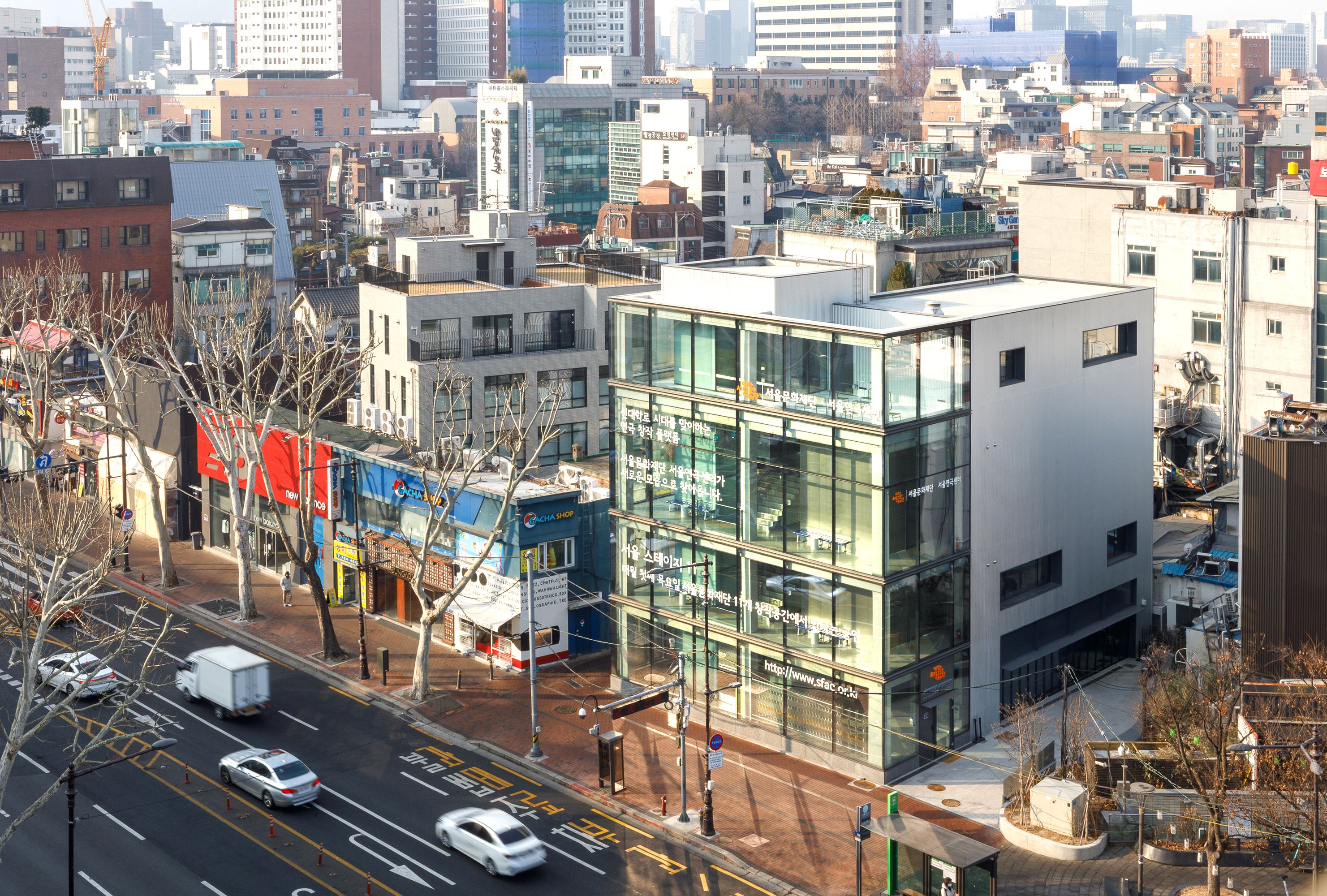
서울연극센터

서울연극센터(Seoul Theater Center)는 옛 혜화동사무소를 리모델링하여 2007년 개관한 대학로의 연극 전문 클러스터입니다. 연극 분야 창작 생태계 선순환을 위해 시민과 연극인이 교류하는 플랫폼으로, 공연 정보와 편의를 제공하는 라운지, 연극 장르 예술가의 워크숍, 교육, 연습이 가능한 다목적실, 소규모 세미나 및 회의를 할 수 있는 세미나실, 기획 과정의 문서 작업을 할 수 있는 공유랩, 소규모 공연이나 포럼이 진행되는 스튜디오가 조성됐습니다.